# Halo 3 Original Soundtrack
『ヘイロー3：オリジナル・サウンドトラック』（Halo 3 Original Soundtrack）はビデオゲーム『Halo 3』のサウンドトラックである。アメリカでは2007年の11月20日に発売され、日本では少し遅れて2008年2月6日に発売された。
演奏は『Gears of War』や『ランボー/最後の戦場』などの楽曲も担当したノースウェスト・シンフォニア（Northwest Sinfonia）。

## バックグラウンド

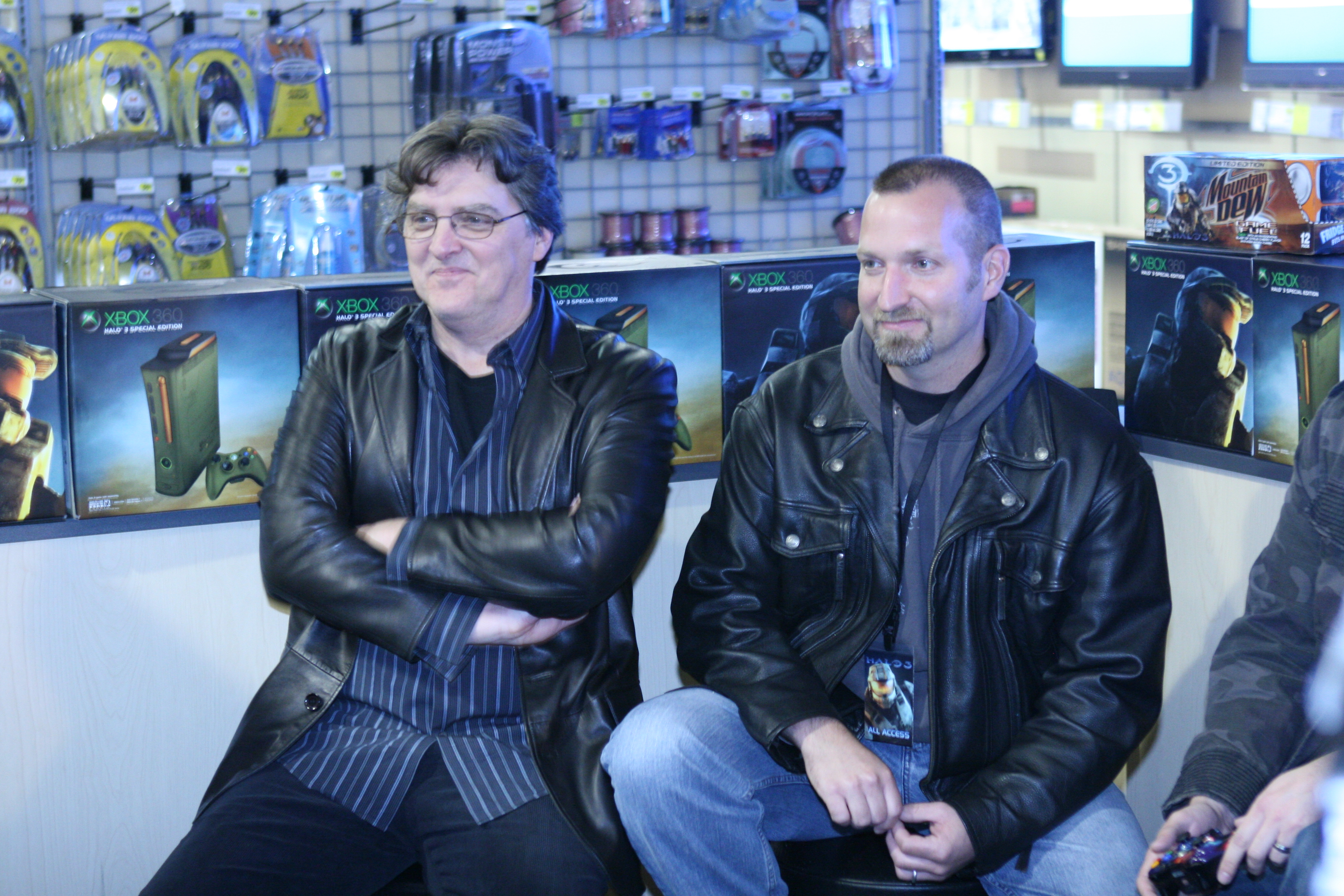
マーティン・オドネル（左の人物。通称マーティ）はHalo: Combat Evolved、Halo 2、Halo 3などこれまですべてのヘイロー・シリーズの楽曲を担当したミュージック・コンポーサーである。

これまで同様、プロデュースはマーティン・“マーティ”・オドネル（Martin O'donnell）とマイケル・サルヴァトーリ（Michael Salvatori）。
前作『Halo 2』においてメインテーマ曲が女性コーラスに変わり、音楽全体もロック要素が加わっていたが、本作『Halo 3』のメインテーマは初代のように再び男性コーラスに戻り、楽曲全体もオーケストラとピアノ、打楽器を中心としたものになっている。
サントラの日本版は、先行バージョンのブックレットを日本語に翻訳したもの。

## トラックリスト

### ディスク1
『アライバル』 "Arrival"
"Luck" (3:24)
『シエラ117』 "Sierra 117"
"Released" (5:20)
"Infiltrate" (3:49)
『クロウズネスト』 "Crow's Nest"
"Honorable Intentions" (2:46)
"Last of the Brave" (3:57)
"Brutes" (5:07)
『サヴォ・ハイウェイ』 "Tsavo Highway"
"Out of Shadow" (4:37)
"To Kill a Demon" (3:44)
『ストーム』 "The Storm"
"This Is Our Land" (4:00)
"This Is the Hour" (2:08)
『フラッド・ゲート』 "Floodgate"
"Dread Intrusion" (5:25)
"Follow Our Brothers" (3:25)
『アーク』 "The Ark"
"Farthest Outpost" (5:14)
"Behold a Pale Horse" (5:38)
"Edge Closer" (3:03)

### ディスク2
『コヴナント』 "The Covenant"
"Three Gates" (4:34)
"Black Tower" (6:03)
"One Final Effort" (3:08)
"Gravemind" (5:21)
『コルタナ』 "Cortana"
"No More Dead Heroes" (5:01)
"Keep What You Steal" (2:35)
『ヘイロー』 "Halo"
"Halo Reborn" (3:59)
"Greatest Journey" (4:52)
『エンディング』 "Ending"
"Tribute" (2:52)
"Roll Call" (5:58)
"Wake Me When You Need Me" (2:19)
"Legend" (0:40)
『ボーナス・トラック』 "Bonus Tracks"
"Choose Wisely" (1:18)
"Movement" (0:27)
"Never Forget" (3:07)
"Finish the Fight" (2:27)
"LvUrFR3NZ" performed by Princeton (2:18)

## リミックス曲

### Halo
「On a Pale Horse」→「Behold a Pale Horse」
「Brothers in Arms」→「Follow Our Brothers」
「Enough Dead Heroes」→「No More Dead Heroes」・「Honorable Intentions」
「Perchance to Dream」→「Dream Again」
「A Walk in the Woods」→「Another Walk」
「Truth and Reconciliation Suite」の冒頭→「Reconciled」
「Truth and Reconciliation Suite」の終わり→「Movement」
「Under Cover of Night」→「Greatest Journey」・「Halo Reborn」・「Brutes」の一部

### Halo2
「Leonidas」→「Leonidas Returns」
「Unforgotten」→「Never Forget」
「High Charity Suite」の冒頭→「Black Tower」
「Broken Gates」の一部→「Out of Shadow」
「Broken Gates」の一部→「Dread Intrusion」
「Roll Call」の一部→「In Amber Clad」
「Delta Halo Suite」の一部→「Three Gates」
「Ghost Of Reach」の終わり・「Sacred Icon Suite」の冒頭→「Dread Intrusion」